# Eendenkooi Schipluiden
De Eendenkooi Schipluiden is een rustgebied voor vogels aan de Zouteveenseweg te Schipluiden, in de Nederlandse provincie Zuid-Holland. De plas met kooibos rond de eendenkooi heeft een oppervlakte van 12 hectare en is sinds het begin van de zeventiger jaren in bezit van Natuurmonumenten.

## Geschiedenis
De eendenkooi is ontstaan in de late middeleeuwen en is ook cultuur-historisch gezien een belangrijk landschapselement. De eenden werden er vroeger gevangen voor de consumptie van het vlees. Het kooirecht of afpalingsrecht is een oud privilege. Het houdt in dat in een cirkel van 1130 meter rond de kooi niet gejaagd mag worden en geen geluid gemaakt mag worden zonder toestemming van de kooiker. Borden langs de weg waarschuwden vroeger jagers voor de aanwezigheid van een eendenkooi. 
Tegenwoordig lokt de kooiker samen met het kooikerhondje het waterwild voor wetenschappelijk onderzoek. De gevangen eenden krijgen een ring om de poot waarna ze weer losgelaten worden. Het ringen wordt gedaan ten behoeve van onderzoek naar de trekroutes van de verschillende eendensoorten.

## Waterbeheer
De eendenkooi ligt hoger dan het omringende landschap. Dat komt doordat er het gebied van de kooi  weinig of geen klink van de veenbodem plaatsvond. Door bemaling was dat  elders in de polder wel het geval. Het ontstane niveauverschil maakt dat waterbeheermaatregelen nodig zijn om het waterniveau in de plas van de eendenkooi op peil te houden. Water uit de Keen, een oude kreek die langs het natuurgebiedje loopt, wordt naar de plas gebracht met behulp van een door zonne-energie aangedreven elektrische pomp en een klassieke metalen windmotor. 

## Toegang
Behalve de eendenkooi bij Schipluiden is er in Midden-Delfland nog een in het Aalkeetbuiten in Vlaardingen. Ook die is in beheer bij Natuurmonumenten. In het Aalkeetbuiten worden regelmatig excursies georganiseerd, de kooi van Schipluiden is niet toegankelijk voor bezoekers.